# Masters de Canadá 2025
El Masters de Canadá 2025 fue un torneo de tenis que se jugó en pista dura al aire libre. Se trató de la edición 135.ª (para los hombres) y la 123.ª (para las mujeres) del Masters de Canadá, y fue parte de los ATP Tour Masters 1000de los Torneos ATP en 2025, y de los WTA 1000en los torneos Torneos WTA en 2025. El torneo femenino se disputó en el estadio IGA de Montreal, y el masculino en el Sobeys Stadium de Toronto, del 27 de julio al 7 de agosto de 2025. A partir de esta edición, los cuadros individuales para ambos eventos se incrementaron de 56 a 96 jugadores.

## Puntos y premios en efectivo

### Distribución de puntos
| Evento                  | G    | F   | SF  | CF  | R16 | R32 | R64 | R128 | C  | C2 | C1 |
| Individuales masculinos | 1000 | 650 | 400 | 200 | 100 | 50  | 30  | 10   | 20 | 10 | 0  |
| Dobles masculinos       | 1000 | 600 | 360 | 180 | 90  | 0   | —   | —    | —  | —  | —  |
| Individuales femeninos  | 1000 | 650 | 390 | 215 | 120 | 65  | 35  | 10   | 30 | 20 | 2  |
| Dobles femeninos        | 1000 | 650 | 390 | 215 | 120 | 10  | —   | —    | —  | —  | —  |

### Premios en efectivo
| Evento                  | G          | F        | SF       | CF       | R16      | R32     | R64     | R128    | C2    | C1    |
| Individuales masculinos | $1,124,380 | $597,890 | $332,160 | $189,075 | $103,225 | $60,400 | $35,260 | $23,760 | $8590 | $4510 |
| Individuales femeninos  | $752,275   | $391,600 | $206,100 | $106,900 | $56,678  | $32,840 | $18,200 | $11,270 | $8590 | $4510 |
| Dobles masculinos       | $312,740   | $169,880 | $93,310  | $51,470  | $28,310  | $13,510 | —       | —       | —     | —     |
| Dobles femeninos        | $262,780   | $139,120 | $74,700  | $37,360  | $19,970  | $10,950 | —       | —       | —     | —     |

## Cabezas de serie
A diferencia de la WTA, la ATP solo descontará puntos a partir de la semana del 29 de julio de 2024 (Washington) durante el National Bank Open de este año y retrotraerá los puntos de clasificación al final del torneo al 4 de agosto de 2025. Los puntos del Masters de Canadá 2024, celebrado en Montreal, se descontarán al final del Masters de Cincinnati 2025. Por lo tanto, la columna "Puntos por defender" de la tabla a continuación refleja el 19.º mejor resultado (entre paréntesis) de las jugadoras que no defienden puntos de Washington.

### Individuales masculino
| N.º | Rank. | Tenista               | Puntos | Puntos por defender | Puntos ganados | Nuevos puntos | Ronda hasta la que avanzó en el torneo               |
| 1   | 3     | Alexander Zverev      | 6030   | (50)                | 400            | 6380          | Semifinales, perdió ante Karen Khachanov [11]        |
| 2   | 4     | Taylor Fritz          | 5135   | (10)                | 400            | 5525          | Semifinales, perdió ante Ben Shelton [4]             |
| 3   | 10    | Lorenzo Musetti       | 3195   | (10)                | 50             | 3235          | Tercera ronda, perdió ante Alex Michelsen [26]       |
| 4   | 7     | Ben Shelton           | 3520   | (200)               | 1000           | 4320          | Campeón, venció a Karen Khachanov [11]               |
| 5   | 9     | Holger Rune           | 3250   | (10)                | 100            | 3340          | Cuarta ronda, perdió ante Alexei Popyrin [18]        |
| 6   | 11    | Andrey Rublev         | 3110   | 100                 | 200            | 3210          | Cuartos de final, perdió ante Taylor Fritz [2]       |
| 7   | 12    | Frances Tiafoe        | 2990   | 200                 | 100            | 2890          | Cuarta ronda, perdió ante Álex de Miñaur [9]         |
| 8   | 13    | Casper Ruud           | 2905   | (10)                | 100            | 2995          | Cuarta ronda, perdió ante Karen Khachanov [11]       |
| 9   | 8     | Álex de Miñaur        | 3335   | (55)                | 200            | 3480          | Cuartos de final, perdió ante Ben Shelton [4]        |
| 10  | 14    | Daniil Medvédev       | 2720   | (50)                | 50             | 2720          | Tercera ronda, perdió ante Alexei Popyrin [18]       |
| 11  | 16    | Karen Khachanov       | 2590   | 50                  | 650            | 3190          | Final, perdió ante Ben Shelton [4]                   |
| 12  | 18    | Jakub Mensik          | 2362   | 16                  | 50             | 2396          | Tercera ronda, perdió ante Alejandro Davidovich [20] |
| 13  | 17    | Flavio Cobolli        | 2385   | (330)               | 100            | 2155          | Cuarta ronda, perdió ante Ben Shelton [4]            |
| 14  | 24    | Francisco Cerúndolo   | 2085   | (50)                | 100            | 2135          | Cuarta ronda, se retiró ante Alexander Zverev [1]    |
| 15  | 21    | Arthur Fils           | 2130   | 0                   | 50             | 2180          | Tercera ronda, perdió ante Jiří Lehečka [19]         |
| 16  | 22    | Tomáš Macháč          | 2110   | 10                  | 10             | 2110          | Segunda ronda, perdió ante Reilly Opelka             |
| 17  | 23    | Ugo Humbert           | 2095   | 10                  | 0              | 2085          | Baja antes de la segunda ronda.                      |
| 18  | 26    | Alexei Popyrin        | 2050   | 0                   | 200            | 2250          | Cuartos de final, perdió ante Alexander Zverev [1]   |
| 19  | 27    | Jiří Lehečka          | 2015   | (50)                | 100            | 2065          | Cuarta ronda, perdió ante Taylor Fritz [2]           |
| 20  | 19    | Alejandro Davidovich  | 2225   | (50)                | 100            | 2275          | Cuarta ronda, se retiró ante Andrey Rublev [6]       |
| 21  | 28    | Félix Auger-Aliassime | 1865   | (50)                | 10             | 1825          | Segunda ronda, perdió ante Fábián Marozsán           |
| 22  | 29    | Denis Shapovalov      | 1836   | (100)               | 10             | 1746          | Segunda ronda, perdió ante Learner Tien              |
| 23  | 30    | Stefanos Tsitsipas    | 1825   | (45)                | 10             | 1790          | Segunda ronda, perdió ante Christopher O'Connell     |
| 24  | 31    | Tallon Griekspoor     | 1715   | (50)                | 10             | 1675          | Segunda ronda, perdió ante Tomás Martín Etcheverry   |
| 25  | 32    | Brandon Nakashima     | 1700   | 50                  | 50             | 1700          | Tercera ronda, perdió ante Ben Shelton [4]           |
| 26  | 34    | Alex Michelsen        | 1555   | 100                 | 200            | 1655          | Cuartos de final, perdió ante Karen Khachanov [11]   |
| 27  | 36    | Gabriel Diallo        | 1333   | (16)                | 50             | 1367          | Tercera ronda, perdió ante Taylor Fritz [2]          |
| 28  | 38    | Lorenzo Sonego        | 1281   | (10)                | 50             | 1321          | Tercera ronda, perdió ante Andrey Rublev [6]         |
| 29  | 40    | Alexandre Müller      | 1271   | (125)               | 50             | 1196          | Tercera ronda, perdió ante Holger Rune [5]           |
| 30  | 42    | Nuno Borges           | 1265   | (25)                | 50             | 1290          | Tercera ronda, perdió ante Casper Ruud [8]           |
| 31  | 39    | Cameron Norrie        | 1277   | (14)                | 10             | 1273          | Segunda ronda, perdió ante Aleksandar Vukic          |
| 32  | 41    | Matteo Arnaldi        | 1265   | 0                   | 50             | 1315          | Tercera ronda, perdió ante Alexander Zverev [1]      |

- Ranking del 21 de julio de 2025.[4]

#### Bajas masculinas
| Rank. | Tenista          | Puntos antes | Puntos por defender | Puntos ganados | Puntos después | Motivo                 |
| ----- | ---------------- | ------------ | ------------------- | -------------- | -------------- | ---------------------- |
| 1     | Jannik Sinner    | 12 030       | 200                 | 0              | 11 830         | Lesión en el codo.     |
| 2     | Carlos Alcaraz   | 8600         | (10)                | 0              | 8590           | Descanso.              |
| 5     | Jack Draper      | 4650         | 0                   | 0              | 4650           | Lesión en el brazo.    |
| 6     | Novak Djokovic   | 4130         | 0                   | 0              | 4130           | Descanso.              |
| 15    | Tommy Paul       | 2620         | (10)                | 0              | 2610           | Descanso.              |
| 20    | Grigor Dimitrov  | 2155         | 0                   | 0              | 2155           | Lesión en el pectoral. |
| 25    | Aleksandr Búblik | 2065         | 10                  | 0              | 2055           | Descanso.              |

### Dobles masculino
| Tenista                         | Clasif | Preclasificados |
| Marcelo Arévalo Mate Pavić      | 2      | 1               |
| Julian Cash Lloyd Glasspool     | 7      | 2               |
| Harri Heliövaara Henry Patten   | 10     | 3               |
| Kevin Krawietz Tim Puetz        | 19     | 4               |
| Simone Bolelli Andrea Vavassori | 23     | 5               |
| Joe Salisbury Neal Skupski      | 30     | 6               |
| Christian Harrison Evan King    | 35     | 7               |
| Hugo Nys Édouard Roger-Vasselin | 39     | 8               |

### Individuales femenino
| N.º | Rank. | Tenista                  | Puntos | Puntos por defender | Puntos ganados | Nuevos puntos | Ronda hasta la que avanzó en el torneo               |
| 1   | 2     | Cori Gauff               | 7669   | 120                 | 120            | 7669          | Cuarta ronda, perdió ante Victoria Mboko [WC]        |
| 2   | 3     | Iga Świątek              | 6813   | 0                   | 120            | 6933          | Cuarta ronda, perdió ante Clara Tauson [16]          |
| 3   | 4     | Jessica Pegula           | 6423   | 1000                | 65             | 5488          | Tercera ronda, perdió ante Anastasija Sevastova [PR] |
| 4   | 5     | Mirra Andreeva           | 4914   | (1)                 | 35             | 4948          | Tercera ronda, perdió ante McCartney Kessler [28]    |
| 5   | 7     | Amanda Anisimova         | 4470   | (756)               | 120            | 3834          | Cuarta ronda, perdió ante Elina Svitolina [10]       |
| 6   | 8     | Madison Keys             | 4374   | 10                  | 215            | 4579          | Cuartos de final, perdió ante Clara Tauson [16]      |
| 7   | 9     | Jasmine Paolini          | 3576   | 0                   | 10             | 3586          | Segunda ronda, perdió ante Aoi Ito [Q]               |
| 8   | 11    | Emma Navarro             | 3420   | 390                 | 65             | 3095          | Tercera ronda, perdió ante Dayana Yastremska [30]    |
| 9   | 12    | Elena Rybakina           | 2893   | 0                   | 390            | 3283          | Semifinales, perdió ante Victoria Mboko [WC]         |
| 10  | 13    | Elina Svitolina          | 2794   | 65                  | 215            | 2944          | Cuartos de final, perdió ante Naomi Osaka            |
| 11  | 14    | Karolína Muchová         | 2718   | 0                   | 120            | 2838          | Cuarta ronda, perdió ante Madison Keys [6]           |
| 12  | 15    | Ekaterina Alexandrova    | 2666   | 0                   | 10             | 2676          | Segunda ronda, perdió ante Zhu Lin [PR]              |
| 13  | 16    | Liudmila Samsonova       | 2576   | 215                 | 10             | 2426          | Segunda ronda, perdió ante Naomi Osaka               |
| 14  | 17    | Diana Shnaider           | 2526   | 390                 | 10             | 2146          | Segunda ronda, perdió ante Marie Bouzková            |
| 15  | 18    | Daria Kasatkina          | 2361   | 10                  | 65             | 2416          | Tercera ronda, perdió ante Marta Kostyuk [24]        |
| 16  | 19    | Clara Tauson             | 2346   | 10                  | 390            | 2726          | Semifinales, perdió ante Naomi Osaka                 |
| 17  | 20    | Belinda Bencic           | 2190   | 0                   | 65             | 2255          | Tercera ronda, perdió ante Karolína Muchová [11]     |
| 18  | 21    | Beatriz Haddad Maia      | 2129   | 65                  | 10             | 2074          | Segunda ronda, perdió ante Suzan Lamens              |
| 19  | 22    | Elise Mertens            | 2106   | 120                 | 10             | 1996          | Segunda ronda, perdió ante Anna Kalinskaya           |
| 20  | 23    | Linda Nosková            | 1932   | 0                   | 10             | 1942          | Segunda ronda, perdió ante Jaqueline Cristian        |
| 21  | 25    | Magdalena Fręch          | 1766   | 65                  | 10             | 1711          | Segunda ronda, perdió ante Yuliia Starodubtseva      |
| 22  | 26    | Jeļena Ostapenko         | 1750   | 120                 | 65             | 1695          | Tercera ronda, perdió ante Naomi Osaka               |
| 23  | 27    | Sofia Kenin              | 1708   | 10                  | 10             | 1708          | Segunda ronda, perdió ante Victoria Mboko [WC]       |
| 24  | 28    | Marta Kostyuk            | 1616   | 120                 | 215            | 1711          | Cuartos de final, se retiró ante Elena Rybakina [9]  |
| 25  | 34    | Magda Linette            | 1404   | 65                  | 10             | 1349          | Segunda ronda, perdió ante Anastasija Sevastova [PR] |
| 26  | 29    | Ashlyn Krueger           | 1544   | 150                 | 10             | 1404          | Segunda ronda, perdió ante Jéssica Bouzas            |
| 27  | 30    | Anastasia Pavlyuchenkova | 1509   | (70)                | 10             | 1449          | Segunda ronda, perdió ante Eva Lys                   |
| 28  | 32    | McCartney Kessler        | 1455   | (100)               | 120            | 1475          | Cuarta ronda, perdió ante Marta Kostyuk [24]         |
| 29  | 40    | Olga Danilović           | 1325   | (49)                | 10             | 1286          | Segunda ronda, perdió ante Veronika Kudermetova      |
| 30  | 35    | Dayana Yastremska        | 1394   | 10                  | 120            | 1504          | Cuarta ronda, perdió ante Elena Rybakina [9]         |
| 31  | 36    | Rebecca Šramková         | 1387   | (30)                | 10             | 1367          | Segunda ronda, perdió ante Caty McNally [PR]         |
| 32  | 37    | Peyton Stearns           | 1386   | (250)               | 10             | 1146          | Segunda ronda, perdió ante Emma Raducanu             |

- Ranking del 21 de julio de 2025.[8]

#### Bajas femeninas
| Rank. | Tenista         | Puntos antes | Puntos por defender | Puntos ganados | Puntos después | Motivo                     |
| ----- | --------------- | ------------ | ------------------- | -------------- | -------------- | -------------------------- |
| 1     | Aryna Sabalenka | 12 420       | (410)               | 0              | 12 010         | Lesión muscular.           |
| 6     | Qinwen Zheng    | 4553         | 0                   | 0              | 4553           | Lesión en el hombro.       |
| 10    | Paula Badosa    | 3454         | (500)               | 0              | 2954           | Lesión en la espalda baja. |

### Dobles femenino
| Tenista                            | Clasif | Preclasificados |
| Sara Errani Jasmine Paolini        | 12     | 1               |
| Gabriela Dabrowski Erin Routliffe  | 12     | 2               |
| Taylor Townsend Shuai Zhang        | 17     | 3               |
| Veronika Kudermetova Elise Mertens | 18     | 4               |
| Mirra Andreeva Diana Shnaider      | 23     | 5               |
| Asia Muhammad Demi Schuurs         | 29     | 6               |
| Lyudmyla Kichenok Ellen Perez      | 35     | 7               |
| Tímea Babos Luisa Stefani          | 45     | 8               |

## Campeones

### Individual masculino
Ben Shelton venció a  Karen Khachanov por 6-7(5-7), 6-4, 7-6(7-3)

### Individual femenino
Victoria Mboko venció a  Naomi Osaka por 2-6, 6-4, 6-1

### Dobles masculino
Julian Cash /  Lloyd Glasspool vencieron a  Joe Salisbury /  Neal Skupski por 6-3, 6-7(5-7), [13-11]

### Dobles femenino
Cori Gauff /  McCartney Kessler vencieron a  Taylor Townsend /  Shuai Zhang por 6-4, 1-6, [13-11]